# Charlie Harper

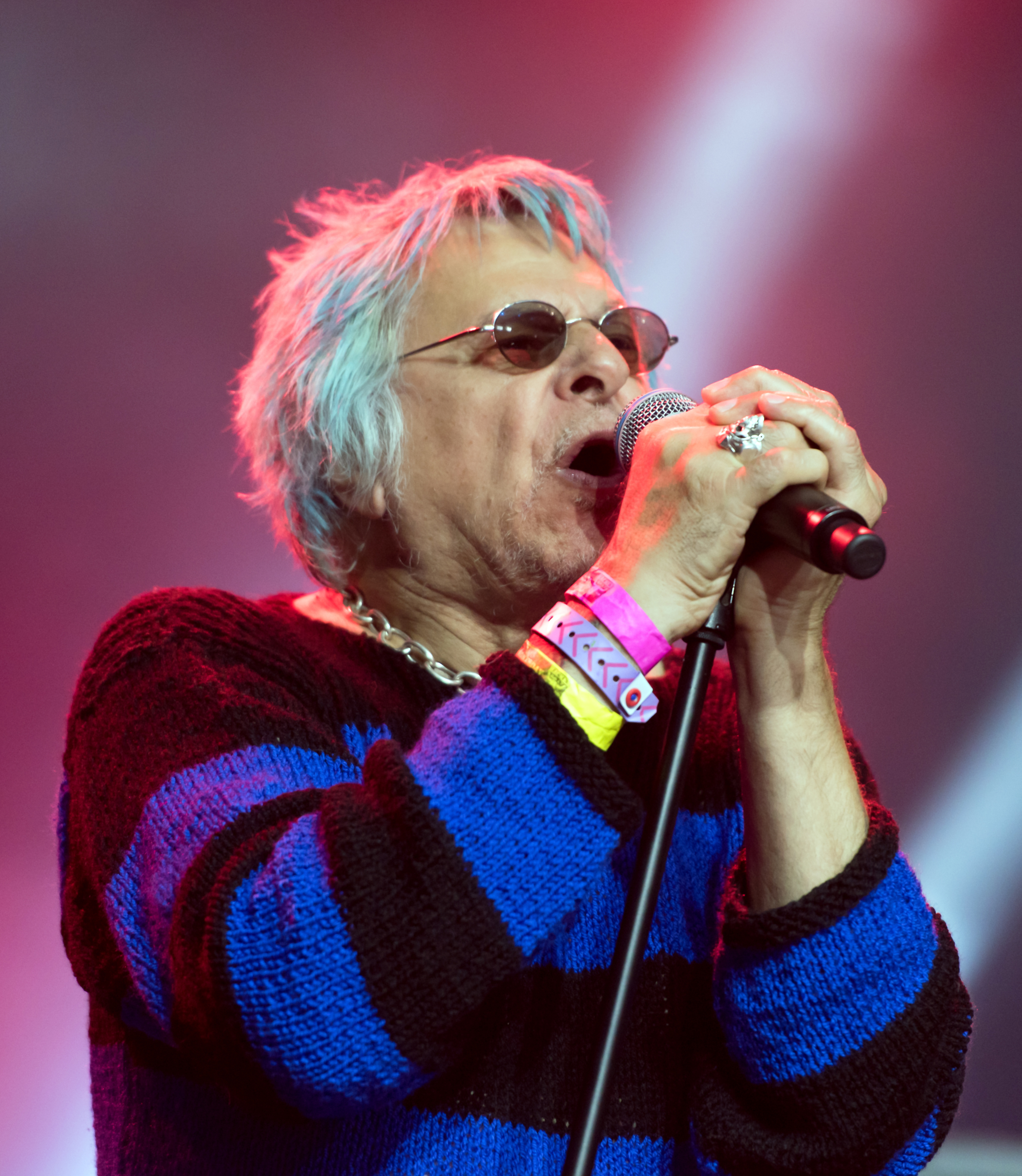
Charly Harper auf dem Wacken Open Air 2017

Charlie Harper (* 25. Mai 1944 in London als David Charles Perez) ist ein britischer Musiker, Songwriter und Sänger der Punk-Band UK Subs.

## Leben
Bei der Gründung von UK Subs 1976 war der 32-jährige Harper bereits ein Veteran der Londoner Rhythm-and-Blues-Szene. Jedoch gelang ihm erst jetzt auf dem Zenit der Punk-Bewegung mit UK Subs der Durchbruch als Berufsmusiker, und er konnte seine Tätigkeit in einem Friseur-Salon aufgeben. Unmittelbar vor der Gründung von UK Subs war er als Gründungsmitglied und Frontmann von The Marauders aktiv. Nachdem er von einem Auftritt von The Damned im Roxy Club begeistert wurde, gründete Harper die Punk-Band UK Subs. Aber auch späterhin hat er mit seiner Band und als Solokünstler mit anderen Genres experimentiert, wie etwa dem New Wave und Metal.
Um 1980 startete Charlie Harper, parallel zu seiner fortlaufenden Arbeit mit UK Subs, seine Sololaufbahn. Zwischen 1980 und 1983 veröffentlichte er zwei Singles und ein Studioalbum.

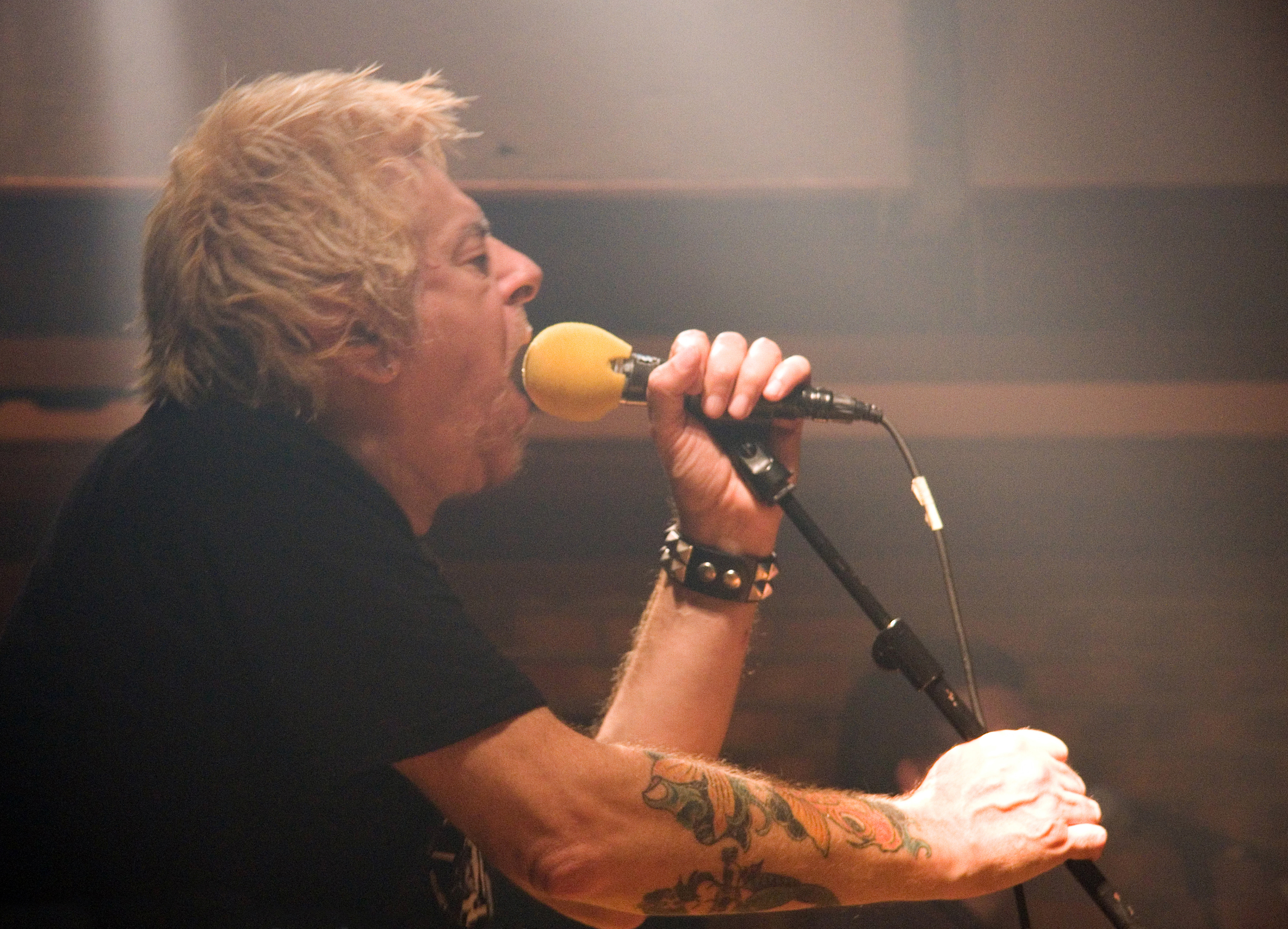
Charlie Harper 2008

1983 gründete Harper zusammen mit Ian Knox Carnochan von The Vibrators die Band Urban Dogs, die unter anderem das gleichnamige Album herausbrachte. Bis 1986 war Harper neben seinem Engagement bei UK Subs auch mit Urban Dogs rege tätig. Anschließend ruhte das Projekt, wurde jedoch in den 1990er Jahren von ihm und Knox mehrfach reaktiviert, jedoch nur noch für vereinzelte Auftritte und Einspielungen.
1991 wirkte Harper als Gastmusiker bei der Produktion von Learning English Lesson One mit, einem Studioalbum der deutschen Rock-Band Die Toten Hosen in Zusammenarbeit mit Künstlern, deren Stücke auf dem Album nachgespielt wurden.
Bei UK Subs spielt Harper neben dem Gesang auch die Harmonika, textet und komponiert die Lieder und spielt gelegentlich auch Gitarre oder Bass. Zudem betätigt er sich als Produzent.
Charlie Harper ist einer der dienstältesten aktiven Punk-Musiker und gehört zu den Rock-Musikern mit den meisten Bühnenauftritten. Über Jahrzehnte kam er jährlich auf bis zu 200 Live-Auftritte und auf seinen ausgedehnten Tourneen mit UK Subs auch regelmäßig in zahlreiche deutsche Städte. Mittlerweile tritt er deutlich seltener auf.

## Diskografie
- 1981: Barmy London Army / Talk Is Cheap (Single)
- 1982: Stolen Property
- 1983: Freaked / Jo (Single)